# Joe Hayes
Joe Hayes (ur. 20 stycznia 1936 w Kearsley, zm. 4 lutego 1999) – angielski piłkarz, który występował na pozycji napastnika. Reprezentant Anglii do lat 23.
Hayes swoją karierę rozpoczynał w Manchesterze City, w którym wystąpił w 363 meczach strzelając 152 bramki (biorąc pod uwagę wszystkie rozgrywki). W finale Pucharu Anglii, w którym City pokonało Birmingham City 3:1, zdobył jedną z bramek. W 1965 na zasadzie wolnego transferu przeszedł do Barnsley, zaś rok później do Wigan Athletic.
Karierę zakończył w Lancaster City gdzie był grającym menadżerem.